# Адміністрація
Адміністрáція — це:
1. «державна адміністрація» у значенні певних органів державного управління. Розрізняють — А. центральну (Президент, Кабінет Міністрів, інші центральні відомства) та місцеву (решта органів державного управління);
2. із запровадженням інституту президентства створено апарат при Президентові України, який має назву «Адміністрація Президента України». Крім того, деякий час в Україні функціонували державні адміністрації окремих адміністративно-територіальних одиниць, які очолювали представники Президента України на місцях;
3. найпоширеніше визначення органу управління підприємств, установ і організацій.

Адміністрація підприємства (установи, організації) виконує певні владні повноваження лише в межах конкретного підприємства, яке очолює його керівник. До складу адміністрації, крім керівника, входять його заступники, а також керівники (та їх заступники) структурних підрозділів підприємства, тобто всі посадові особи, які мають право приймати та організовувати виконання рішень, обов'язкових для інших працівників підприємства.
Адміністрація сайту (керівництво сайту) Адміністратор web-сайту стежить за працездатністю сайту, сервера, устаткування і програм, на якому знаходиться web-сайт. В деяких випадках він стає вебмайстром і може займатися розкручуванням web-сайту, вести статистику відвідуваності, виконувати обов'язки контент-менеждера, стежачи за своєчасним оновленням інформації. 
Ширшим є термін «адміністративно-управлінський персонал» (АУП), який охоплює різні категорії працівників (керівників, спеціалістів, технічних виконавців), зайнятих управлінською працею на підприємстві.